# Tyleria
Tyleria es un género de plantas fanerógamas que pertenecen a la familia Ochnaceae.  Comprende 14 especies descritas y aceptadas.

## Taxonomía
El género fue descrito por Henry Allan Gleason y publicado en  Bulletin of the Torrey Botanical Club 58: 391. 1931. La especie tipo es:  Tyleria floribunda Gleason.

## Especies aceptadas
A continuación se brinda un listado de las especies del género Tyleria  aceptadas hasta mayo de 2014, ordenadas alfabéticamente. Para cada una se indica el nombre binomial seguido del autor, abreviado según las convenciones y usos: 
- Tyleria apiculata Sastre
- Tyleria aristata Maguire & Wurdack
- Tyleria bicarpellata (Maguire, Steyerm. & Wurdack) M.C.E.Amaral
- Tyleria breweriana Steyerm.
- Tyleria floribunda Gleason
- Tyleria grandiflora Gleason
- Tyleria linearis Gleason
- Tyleria pendula Maguire & Wurdack
- Tyleria phelpsiana Maguire & Steyerm.
- Tyleria silvana Maguire
- Tyleria spathulata Gleason
- Tyleria spectabilis Maguire & Wurdack
- Tyleria terrae-humilis Sastre
- Tyleria tremuloidea Maguire & Wurdack